# Гарві Горн
Гарві Горн (англ. Harvey Horn, 5 жовтня 1995, Лондон) — британський професійний боксер, призер чемпіонату Європи.

## Аматорська кар'єра
На Європейських іграх 2015 програв у першому бою майбутньому переможцю Батору Сагалуєву (Росія).
На чемпіонаті Європи 2015 завоював срібну медаль.
- В 1/8 фіналу переміг Сержа Неймана (Німеччина) — 3-0
- У чвертьфіналі переміг Давида Ягодзинського (Польща) — 3-0
- У півфіналі переміг Руфата Гусейнова (Азербайджан) — 3-0
- У фіналі програв Василю Єгорову (Росія) — 0-3

На чемпіонаті світу 2015 програв у другому бою Василю Єгорову і не потрапив на Олімпійські ігри 2016

## Професіональна кар'єра
Дебютував на професійному рингу 2017 року. Впродовж 2017—2019 років досяг рекорду 8-0, завоювавши титул чемпіона за версією WBO у найлегшій вазі. 2021 року провів два боя, зазнавши в одному з них першої поразки.